# Літяга північна
Літяга північна (Glaucomys sabrinus) — вид гризунів родини вивіркових. Населяє ліси Канади й США.

## Поширення
Країни поширення: Канада (Альберта, Британська Колумбія, Лабрадор, Манітоба, Нью-Брансвік, Північно-Західні території, Нова Шотландія, Онтаріо, Острів Принца Едварда, Квебек, Саскачеван, Юкон), США (Аляска, Каліфорнія, Айдахо, Мен, Массачусетс, Мічиган, Міннесота, Монтана, Невада, Нью-Гемпшир, Нью-Джерсі, Нью-Йорк, Північна Кароліна, Північна Дакота, Огайо, Орегон, Пенсільванія, Південна Дакота, Юта, Вермонт, Вірджинія, Вашингтон, Західна Вірджинія, Вісконсин, Вайомінг). Віддає перевагу хвойним та змішаним лісам, але також використовує листяні ліси і прибережні ліси.

## Життя

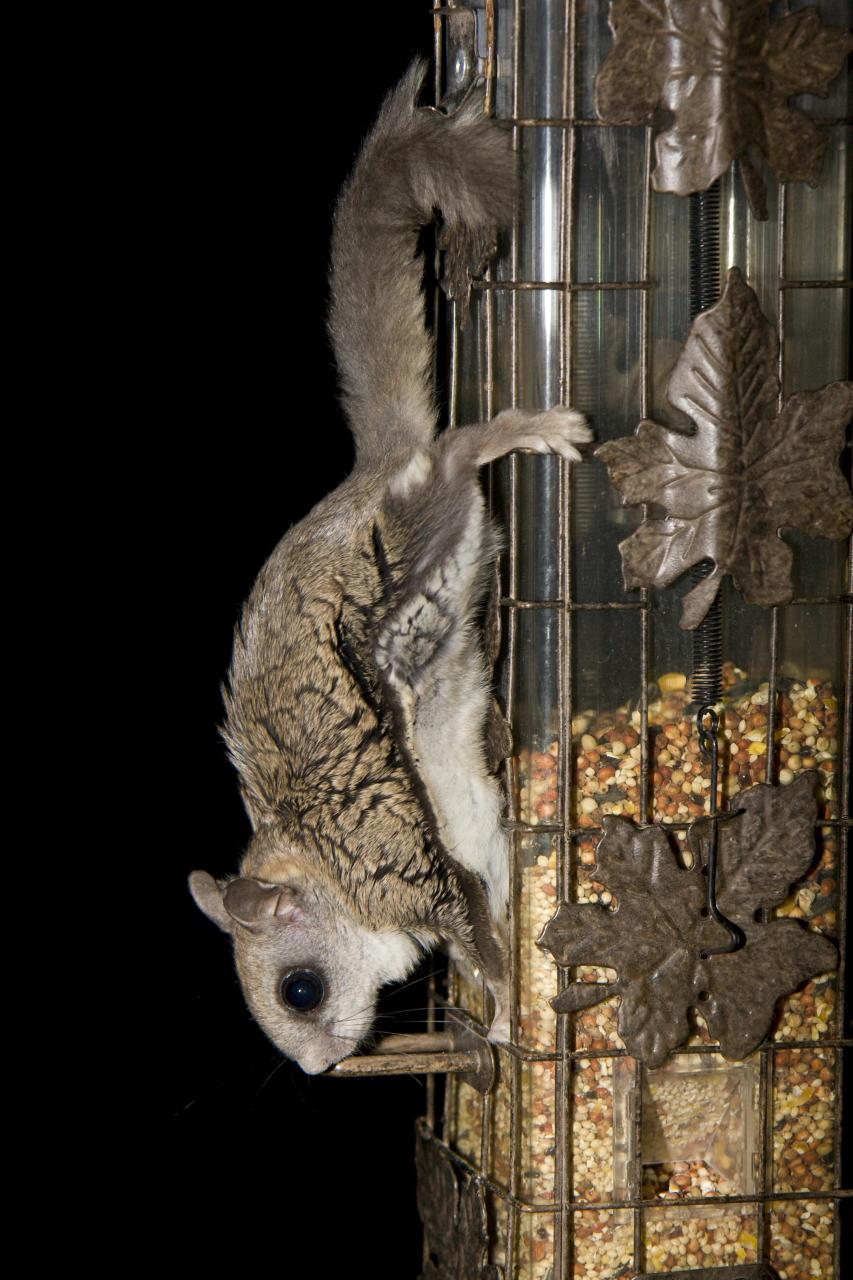

Займає дупла дерев, листяні гнізда, та підземні нори. Тварини дуже соціальні, особливо взимку, коли гнізда можуть бути загальними. Раціон складається в основному з грибів і лишайників, а також рослинного і тваринного матеріалу (комахи, горіхи, бруньки, насіння, плоди). Проводять багато часу на землі. Летяги активні вночі. Активні протягом року.
Сезон розмноження: лютий — травень, і липень. Вагітність триває 37—42 днів. Буває один або два приплоди на рік по 2—6 дитинчат (в середньому 4—5), які народжуються на початку березня до липня і в кінці серпня-початку вересня. Відгодовування дітей молоком триває близько двох місяців. Статевозрілою молодь стає в 6—12 місяців.

## Морфологічні особливості
Загальна довжина тіла 275—358 мм, хвіст довгий, 120—164 мм, задні ступні 36—50 мм, вуха 16—26 мм, вага 99,5—207,5 грама. Новонароджені 5—6 грамів. Має густе м'яке хутро, великі темні очі, величі рожевуваті вуха, широкий плаский хвіст. Забарвлення дещо відрізняється з місцем проживання. Спина й боки можуть біти від корицевого до попелясто-коричневого кольору. Черево від кремово-білого до жовтувато-коричневого чи сірого. Хвіст від світлого попелясто-коричневого до червонувато-коричневого чи майже чорного зверху з темним кінцем. Низ хвоста від блідо-сірого чи корицевого до майже чорного. Зубна формула: 1/1, 0/0, 2/1, 3/3, загалом 22 зуби.